# Aeropuerto Internacional de Cortrique-Wevelgem
El Aeropuerto Internacional de Cortrique-Wevelgem (IATA: KJK, OACI: EBKT) está localizado en la ciudad de Cortrique (en Bissegem) y la comunidad de Wevelgem, Bélgica. Aunque está muy centrado en los servicios de carga aérea, el número de vuelos de pasajeros se está incrementando y es también muy frecuente ver vuelos privados de negocios.
La aerolínea Abelag tiene al aeropuerto internacional de Cortrique-Wegelgem como su base aérea en Europa.

## Historia
Durante la Primera Guerra Mundial las fuerzas de ocupación alemanas ubicaron el campo de vuelos de Bissegem-Wegelgem, cinco kilómetros al suroeste de Cortrique (en 1916). Jugó un importante papel en la batalla aérea con Inglaterra. Después de la Primera Guerra Mundial el aeropuerto de Wevelgem fue transformado en aeropuerto internacional por el Departamento de Aerolíneas encargado del aeropuerto en ese momento.

## Aerolíneas y destinos
Todas las aerolíneas operan sólo vuelos de carga y charter. 

### Charter
- Abelag
- ASL
- Skylifeguard
- Propellor
- Walair